# بلیک کلارک
بلیک کلارک (انگلیسی: Blake Clark؛ زاده ۲ فوریهٔ ۱۹۴۶) یک هنرپیشه اهل ایالات متحده آمریکا است.

## بخشی از فیلمشناسی
از فیلم‌ها یا برنامه‌های تلویزیونی که وی در آن نقش داشته‌است می‌توان به آثار زیر اشاره کرد.
- آتش سنت المو (۱۹۸۵)
- فست فود (فیلم) (۱۹۸۹)
- جانی خوش‌قیافه (۱۹۸۹)
- حرکت دلقک (۱۹۹۱)
- کفش‌دوزک (فیلم) (۱۹۹۲)
- عاشقانه شماره ۹ (۱۹۹۲)
- اسباب بازی‌ها (فیلم) (۱۹۹۲)
- غریزه کشنده (فیلم) (۱۹۹۳)
- ماسک (فیلم ۱۹۹۴) (۱۹۹۴)
- چیزی برای از دست دادن نیست (۱۹۹۷)
- آبدارچی (۱۹۹۸)
- جرم بحرانی (فیلم) (۲۰۰۰)
- نان و گل‌های سرخ (۲۰۰۰)
- نیکی کوچک (۲۰۰۰)
- جو دِرْت (۲۰۰۱)
- آقای دیدز (۲۰۰۲)
- هشت شب دیوانه‌وار (۲۰۰۲)
- ظلم تحمل‌ناپذیر (۲۰۰۳)
- سنگدلی تحمل‌ناپذیر
- ۵۰ قرار اول (۲۰۰۴)
- قاتلین پیرزن (۲۰۰۴)
- نیمکت گرمکن‌ها (۲۰۰۶)
- کلاه‌چرمی‌ها (۲۰۰۸)
- وینرز (فیلم) (۲۰۰۸)
- اسمارت را بگیر (فیلم) (۲۰۰۸)
- داستان‌های زمان خواب (فیلم ۲۰۰۸) (۲۰۰۸)
- گاوچران آمریکایی (۲۰۰۹)
- داستان اسباب‌بازی ۳ (۲۰۱۰)
- بزرگ‌شده‌ها (۲۰۱۰)
- رنگو (فیلم ۲۰۱۱) (۲۰۱۱)
- اون پسر منه (۲۰۱۲)
- ۶ کله‌پوک (۲۰۱۵)
- داستان اسباب‌بازی ۴ (۲۰۱۹)
- بین دو سرخس: فیلم (۲۰۱۹)
- هالووین هیوبی (۲۰۲۰)
- زمانی دراز رفته (۱۹۸۶)
- روزان (۱۹۹۳)
- نمایش درو کری (۱۹۹۵)
- مورفی براون (۱۹۹۷)
- آرلیس (۱۹۹۸)
- سابرینا جادوگر نوجوان (۲۰۰۰)
- پرونده سرد (۲۰۰۴)
- نام من ارل است (۲۰۰۵)
- اجتماع (مجموعه تلویزیونی) (۲۰۱۰)
- اکنون شما را چاک و لری می‌نامم